# Трновець (Речиця-об-Савиньї)
Трновец (словен. Trnovec) — поселення в общині Речиця-об-Савиньї, Савинський регіон, Словенія.